# Josef Hybeš
Josef Hybeš (29. ledna 1850 Dašice – 19. července 1921 Brno) byl rakouský, český a československý sociálně demokratický politik a novinář. Již v mládí organizoval v oblasti Vídně a na jižní Moravě dělnické hnutí a stávky textilních dělníků. Za Rakouska-Uherska byl jedním z prvních sociálně demokratických poslanců Říšské rady, po vzniku republiky poslancem Revolučního národního shromáždění a Národního shromáždění ČSR, který se koncem života přiklonil k nově vzniklé Komunistické straně Československa.

## Život

### Mládí a počátky aktivit v dělnickém hnutí
Nedokončil základní vzdělání, od roku 1859 (od věku devíti let) pracoval jako dělník v textilním průmyslu. Zpočátku pomáhal svému otci, který měl tkalcovskou živnost. Na jaře roku 1867 se odstěhoval za prací do Vídně a brzy se, ještě coby mladík, zapojil do dělnického hnutí, když se v prosinci 1867 stal (jen pět dní po jeho založení) členem Všeobecného dělnického vzdělávacího spolku. Snažil se organizovat a sjednocovat dělnické hnutí, působil mezi německými i českými dělníky. Založil Dělnickou jednotu a vzdělávací spolek Rovnost. Za vedení stávky vídeňských textilních dělníků v roce 1876 byl vězněn.
V roce 1876 byl zvolen do ústředního výboru rakouské Sociálně demokratické strany dělnické. 7. dubna 1878 spoluzakládal v Praze Sociálně demokratickou stranu českoslovanskou v Rakousku se sídlem ve Vídni, první sociálně demokratickou českou politickou stranu. Byl zvolen do její kontrolní komise, v roce 1881 do ústředního výboru. Poté, co v letech 1881–1882 série policejních razií a vlna zatýkání ochromila sociálně demokratické vedení v Čechách, se Hybešova skupina ve Vídni stal dočasně centrem stranické aktivity. Byly sem z Prahy přesunuty Dělnické listy a působilo zde i vedení českých sociálních demokratů. Po zatčení jeho členů řídil Hybeš prozatímní stranické vedení a poté, co byl zatčen Josef Boleslav Pecka, převzal i vedení redakce Dělnických listů. Ale šlo jen o dočasnou situaci. 31. ledna 1884 vyhlásila vláda ve Vídni výjimečný stav (šlo o reakci na dva atentáty spáchané krátce předtím.
V roce 1884 byl Hybeš s dalšími stranickými předáky zatčen, v červenci 1884 odsouzen na šest měsíců za nedovolené spolčování a socialistickou agitaci a po odpykání trestu vyhoštěn z Vídně do rodné obce. Přesídlil do Prostějova, pracoval jako tkadlec v rodné obci a v regionu budoval síť dělnických organizací a na venkově agitoval pro socialismus.
Bohatá byla jeho publicistická činnost. V letech 1881–1884 byl redaktorem Dělnických listů ve Vídni (kromě toho zasedal v redakční radě německojazyčného listu Zukunft). Po vypovězení z Vídně v letech 1884–1887 byl redaktorem v Prostějově, jako redaktor působil v tiskovinách Hlas lidu (od září 1886), Posel lidu, Textilník. Od roku 1887 působil též jako redaktor Rovnosti (založené roku 1885) v Brně.

### Organizátorem české i rakouské sociální demokracie
Zatímco počátkem 80. let se profiloval jako radikál. V roce 1887 patřil k těm dělnickým aktivistům, kteří se snažili vyvažovat vliv sociálně demokratických radikálů a pragmatiků v době, kdy část sociálních demokratů zpochybňovala smysluplnost snah o legální politickou práci. Výsledkem těchto snah byl takzvaný vídeňský kompromis (dohoda radikálů a umírněných, přechod strany na aktivní práci v rámci ústavního systému monarchie a distanc od anarchistických výstřelků). Hybeš se původně snažil docílit ustavení jednotné celorakouské sociální demokracie, ale během léta roku 1887 se tato koncepce ukázala být neprůchodná. V listopadu 1887 proto přesídlil do Brna, převzal vedení redakce listu Rovnost a 25. a 26. prosince 1887 zorganizoval v Brně-Lužánkách sjednocovací Sjezd dělnictva českoslovanského, kterého se zúčastnilo 73 delegátů a řada hostů a na kterém došlo k formálnímu znovuustavení českoslovanské sociální demokracie. Následujícího roku, respektive na přelomu prosince 1888 a ledna 1889 pak vedl českou delegaci na Hainfeldský sjezd rakouské sociální demokracie, kde byla dokončena organizační výstavba rakouské a s ní úzce spolupracující českoslovanské sociální demokracie. Byl následně opakovaně delegátem na čtyřech sjezdech II. internacionály, včetně ustavujícího sjezdu internacionály v červenci 1889. Profiloval se jako praktický politik, který se vyhýbal teoretizování. Díky Hybešovi bylo Brno a redakce listu Rovnost až do počátku 90. let centrem českého sociálně demokratického hnutí. Své vzpomínky na 70. a 80. léta 19. století a budování sociálně demokratické strany v Rakousku vydal později knižně pod názvem Křížová cesta socialismu.
V roce 1901 se zapsal do dějin českého esperantského hnutí, když se v Brně stal spoluzakladatelem prvního esperantského klubu na území českých zemí a celé rakouské monarchie. V roce 1907 spoluzaložil Spolek pro stavbu zdravých a laciných obydlí v Lískovci, který ovlivnil celou Moravu.

### Říšským a zemským poslancem
V letech 1897–1918 byl poslancem Říšské rady (celostátní zákonodárný sbor) za sociální demokracii. Poprvé do ní byl zvolen ve volbách roku 1897 za všeobecnou kurii, 1. volební obvod: Brno. Při nástupu na Říšskou radu patřil roku 1897 mezi pět českých sociálních demokratů, kteří zde přednesli projev, ve kterém se vymezili proti státoprávním postojům nesocialistických českých politických stran (takzvané protistátoprávní prohlášení). Označili dokonce dlouhodobé snahy české politické reprezentace za „vyhrabávání ztrouchnivělých historických privilegií a dokumentů,“ což vyvolalo v české společnosti ostré polemiky.
Mandát ve vídeňském parlamentu obhájil i ve volbách roku 1901, za stejnou kurii a obvod (byl jedním z pouhých tří sociálních demokratů zvolených v těchto volbách) a také ve volbách roku 1907 konaných již podle rovného volebního práva, po zrušení kurií. Tehdy sem usedl za český obvod Morava 02, stejně jako ve volbách roku 1911. V Říšské radě se stal členem Klub českých sociálních demokratů. Ve vídeňském parlamentu setrval až do zániku monarchie. V letech 1906–1918 byl také poslancem Moravského zemského sněmu.
Od počátku 20. století ovšem jeho vliv stejně jako role brněnského stranického centra na směřování sociální demokracie klesaly. Nadále byl ovšem politicky aktivní a vedl odborový svaz textilních dělníků, v jehož čele setrval po třicet let.

### Československým politikem sociální demokracie a KSČ
Před první světovou válkou se angažoval v odštěpenecké politické formaci Česká sociálně demokratická strana v Rakousku (takzvaní centralisté), která odmítala přílišné rozdělování sociálnědemokratického hnutí podle národností a byla konkurentem tradiční české sociálně demokratické strany. Po vzniku ČSR ale zastupoval (dočasně) jednotnou Československou sociálně demokratickou stranu dělnickou. Od ledna 1919 do konce funkčního období roku 1920 za ni zasedal v Revolučním národním shromáždění nově vzniklého Československa. Vedení strany s ním do významnějších funkcí nepočítalo, ale do národního shromáždění se dostal dodatečně díky tlaku stoupenců a občanů. Prosazoval zde osmihodinovou pracovní dobu, demokratické volební právo a první máj jako den boje dělnictva.
Ostře vystupoval proti první světové válce, od Říjnové revoluce v Rusku sympatizoval s krajní levicí. Při rozkolu sociální demokracie v letech 1919–1921 se společně s dalšími centralisty (Petr Cingr, Josef Pergl, Josef Šavel) přihlásil ke stranické levici, ze které se pak (těsně před jeho smrtí) vyvinula Komunistická strana Československa. Jeho pohřeb byl komunistickou manifestací. Svůj majetek neustále rozdával chudým, což způsobilo rozvod se ženou Mínou, majitelkou niťařského krámku. Často přespával ve vlacích, aby ušetřil za hotely.[zdroj?] Byl nazýván „maršálem chudých“.
V parlamentních volbách v roce 1920 získal za sociální demokraty senátorské křeslo v Národním shromáždění. V senátu zasedal jen krátce, do své smrti roku 1921, pak ho jako náhradník vystřídal Stanislav Marák. 15. prosince 1920 dostal při projevu v senátu záchvat mrtvice. Stenografický protokol jednání senátu zaznamenává jeho nevolnost následovně: „.... A přece policajti dělali něco jiného, přece žádali celý dům a přece tam lidi tloukli až zůstali ležeti, jedním slovem je zmasakrovali takovým způsobem, jako by byli v cizí zemi, jako by se byli zmocnili nějaké skupiny vrahů a zločinců nebo čehokoliv jiného. Kdo nám všecko toto vysvětlí? Řekněte mi, pánové, jak jest možno, když živnostenský úřad chtěl učiniti nemožným, aby ta knihtiskárna, která nemá koncesi, dále netiskla, že se dělalo něco jiného, že se tam... Mně se dělá špatně... [Řečník vzhledem k nevolnosti byl nucen opustiti tribunu a přerušiti svoji řeč.]“ 19. července 1921 zemřel.

## Osobní život
Ve Vídni se seznámil s Vilemínou Kratochvílovou, které přátelé říkali Mína. Svatba proběhla dne 9. července 1888 v kostele Nanebevzetí Panny Marie v Brně-Zábrdovicích. Aby uživila rodinu, zařídila si po příchodu do Brna niťařský krám („obchod zbožím tkaným a pleteným"). Manželova nezištná a často i naivní dobročinnost ale vedla k rozchodu manželů. Hybešová byla také aktivistkou ženského hnutí, iniciátorkou a spoluvydavatelkou časopisu Ženský list, který vycházel od roku 1892. V roce 1897 se pak stala jeho první šéfredaktorkou - ženou.

## Ohlasy

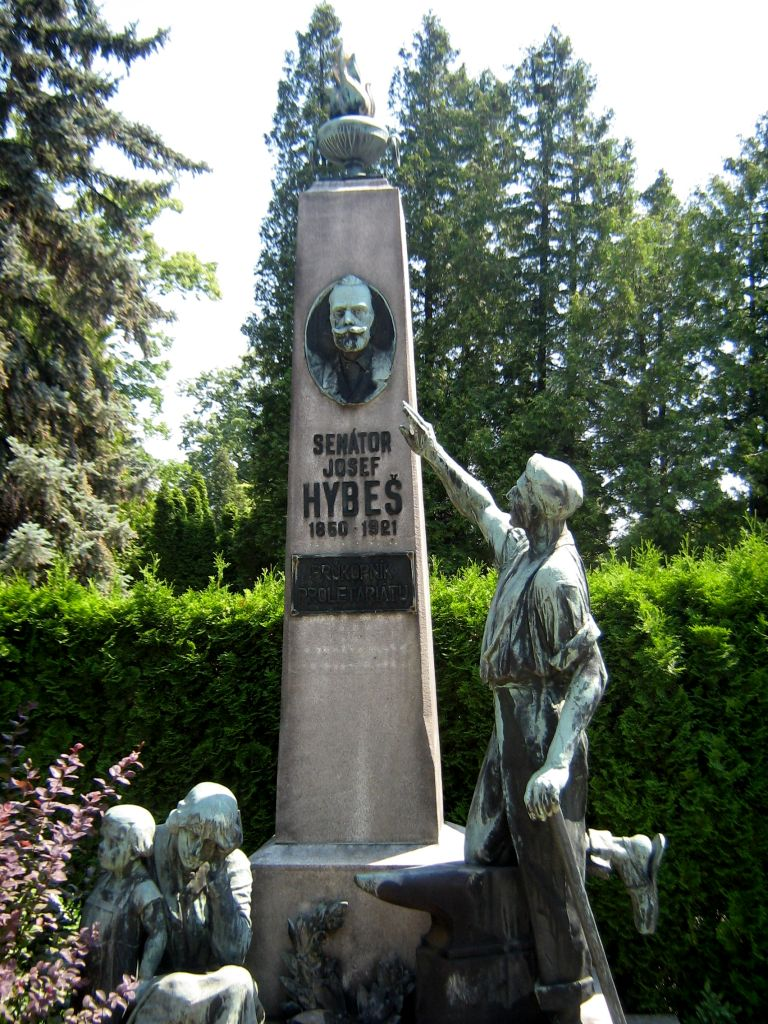
Hrob Josefa Hybeše

Hybešovy ostatky jsou uloženy na čestném pohřebišti Ústředního hřbitova v Brně. Jeho pomník tvoří sousoší truchlící dělnické rodiny s nápisem „Senátor Josef Hybeš, průkopník proletariátu“.
Po Hybešovi je pojmenována jedna z hlavních brněnských ulic. V letech 1927–1942 se po něm jmenovala dnešní Kluchova ulice v Novém Lískovci.
V roce 1981 natočil režisér Václav Matějka nepříliš významný film Hodina života o stávce za jedenáctihodinovou pracovní dobu organizované Hybešem ve východních Čechách v prosinci 1883.